# Кагельман, Уве
Уве Кагельман (нем. Uwe Kagelmann ; род. 6 сентября 1950 года, Дрезден, ГДР) — фигурист из ГДР, выступавший в парном разряде. В паре с Мануэлой Грос он — двукратный бронзовый призёр зимних Олимпийских игр в Саппоро и Инсбруке, двукратный бронзовый призёр чемпионатов мира и чемпионатов Европы. В настоящее время работает тренером по фигурному катанию в Австрии.

## Карьера

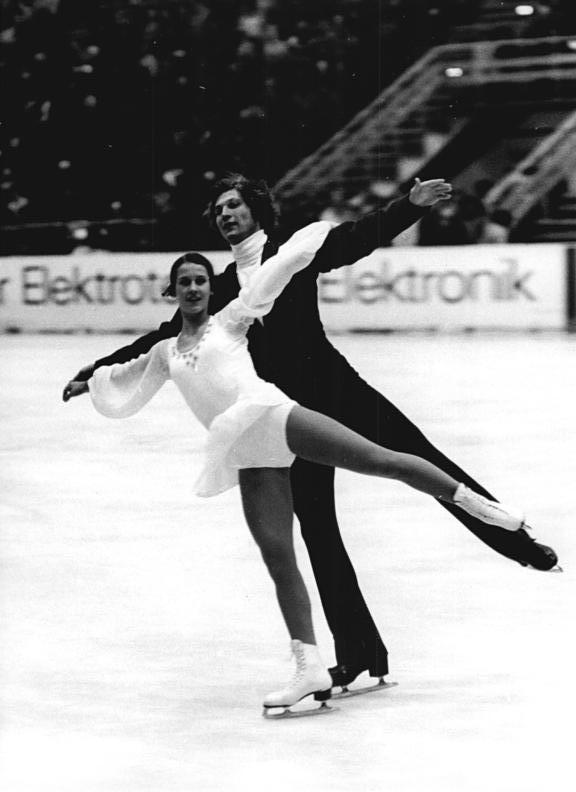
М. Грос и У. Кагельман в 1973 г.

Первоначально Уве выступал как одиночник, а в 1967 году перешёл в парное катание, составив пару с Мануэлой Грос. Тренером пары был Хайнц Линднер. Грос/Кагельман первыми исполнили на международных соревнованиях (декабрь 1971 года в Москве) выброс — двойной аксель и подкрутку тройной лутц (Ольга Давиденко и Александр Зайцев исполнили её ранее на Кубке СССР 1971.).

## Результаты
| Соревнования      | 1969 | 1970 | 1971 | 1972 | 1973 | 1974 | 1975 | 1976 |
| ----------------- | ---- | ---- | ---- | ---- | ---- | ---- | ---- | ---- |
| Олимпийские игры  |      |      |      | 3    |      |      |      | 3    |
| Чемпионаты мира   |      | 7    | 4    | 4    | 3    | 4    | 3    | 4    |
| Чемпионаты Европы | 7    | 7    | 4    | 3    | 4    | 4    | 3    | 4    |
| Чемпионаты ГДР    | 2    | 2    | 1    | 1    |      | 1    | 2    | 2    |